# NGC 5362
NGC 5362 је спирална галаксија у сазвежђу Ловачки пси која се налази на NGC листи објеката дубоког неба.
Деклинација објекта је + 41° 18' 49" а ректасцензија 13h 54m 53,1s. Привидна величина (магнитуда) објекта NGC 5362 износи 12,4 а фотографска магнитуда 13,2. Налази се на удаљености од 37,8000 милиона парсека од Сунца. NGC 5362 је још познат и под ознакама UGC 8835, MCG 7-29-16, CGCG 219-26, KUG 1352+415, IRAS 13527+4133, PGC 49464.